# شهرستان ایله، قزاقستان
شهرستان ایله، قزاقستان (به قزاقی: Іле ауданы، ىلە اۋدانى) یک شهرستان در قزاقستان است که در استان آلماتی واقع شده‌است.

## خصوصیات
شهرستان ایله ۷٬۸۰۰ کیلومترمربع مساحت و ۱۹۱٬۸۹۷ نفر جمعیت دارد.